# Lauren Southern
Lauren Cherie Southern, född 16 juni 1995 i Surrey, British Columbia, är en kanadensisk högerextrem, konservativ aktivist och före detta libertariansk aktivist,  författare, politisk kommentator och skribent. Hon arbetade för The Rebel Media, en kanadensisk högerextrem nyhetssajt fram till mars 2017. Southern kandiderade för Libertarian Party of Canada i Kanadas federala val 2015.

## Utbildning
Southern föddes i Surrey, British Columbia och är för närvarande bosatt i Toronto. Hon studerade statsvetenskap vid University of the Fraser Valley, men hoppade av efter två år för att fokusera på sin politiska aktivism.

## Politisk karriär
År 2015 kandiderade Southern i Kanadas federala val som representant för Libertarian Party of Canada i valdistriktet Langley—Aldergrove. Partiets tjänstemän avbröt hennes kampanj efter att hennes protest mot SlutWalk blev viral, vilket partiledaren Tim Moen förklarade som att Southern hade "brutit mot disciplinen". Efter det uppstod ett allmänt ramaskri och över tio libertarianska kandidater avgick eller hotade att avgå. En vecka senare var hon återinförd som kandidat för partiet med stöd från Breitbart News and The Rebel. I allmänna valet vann den konservative kandidaten Mark Warawa mandatet.

## Aktivism i media
I juni 2015 blev Southerns kameraman för Rebel Media knuffad vid SlutWalk i Vancouver och Southerns skylt med texten "There Is No Rape Culture In The West" blev söndersliten under rapporteringen av händelsen.
I mars 2016 hällde en demonstrant urin över Southern när hon pratade med några demonstranter vid ett möte i Vancouver. Incidenten skedde efter att Southern hävdat att det bara finns två kön. Southern stängdes av från Facebook efter att ha kritiserat Facebooks policy 2016, som hade medfört att ett flertal personer med konservativa åsikter stängts av från sidan.
Southern startade "The Triggering", som årligen den 9 mars, dagen efter Internationella kvinnodagen, innebär att Twitteranvändare skickar tabuinnehåll i försvar för yttrandefrihet. Southern har uttryckt sympati för alt-right-rörelsen.
I oktober 2016 bytte Southern sitt juridiska kön som en del av en video producerad för Rebel Media för att visa på enkelheten i de nya köns-ID-lagarna i Kanada.
I mars 2017 meddelade Southern att hon lämnar Rebel Media för att bli oberoende journalist.

## Publikationer
Lauren Southern skrev boken Barbarians: How Baby Boomers, Immigrants, and Islam Screwed My Generation, som hon självpublicerade 2016 genom Amazons CreateSpace. I januari 2017 var det den bäst säljande boken på kanadensiska Amazon.